# Agylla endocapnia
Agylla endocapnia là một loài bướm đêm thuộc phân họ Arctiinae, họ Erebidae.